# Amblyseius denticulosus
Amblyseius denticulosus är en spindeldjursart som först beskrevs av Hirschmann 1962.  Amblyseius denticulosus ingår i släktet Amblyseius och familjen Phytoseiidae. Inga underarter finns listade i Catalogue of Life.